# Classe ATC V03
La classe ATC V03, dénommée « Tous autres médicaments », est un sous-groupe thérapeutique de la classification anatomique, thérapeutique et chimique, développée par l'OMS pour classer les médicaments et autres produits médicaux. La classe ATC vétérinaire correspondante dans la classification ATCvet est QV03. Le sous-groupe présenté ici est celui établi par l'OMS, et peut donc différer des versions dérivées utilisées dans certains pays. Il fait partie du groupe anatomique V de la classification, intitulé « Divers ».

## V03A Tous autres médicaments

### V03AB Antidotes
V03AB01 Ipécacuanha
V03AB02 Nalorphine
V03AB03 Édétates
V03AB04 Pralidoxime
V03AB05 Prednisolone et prométhazine (en)
V03AB06 Thiosulfate
V03AB08 Sodium nitrite
V03AB09 Dimercaprol
V03AB13 Obidoxime
V03AB14 Protamine
V03AB15 Naloxone
V03AB16 Éthanol
V03AB17 Clorure de méthylthioninium
V03AB18 Permanganate de potassium
V03AB19 Physostigmine
V03AB20 Cuivre sulfate
V03AB21 Iodure de potassium
V03AB22 Nitrite d'amyle
V03AB23 Acétylcystéine
V03AB24 Antitoxine digitalique (en)
V03AB25 Flumazénil
V03AB26 Méthionine
V03AB27 4-diméthylaminophénol (en)
V03AB29 Choline estérase
V03AB31 Bleu de Prusse
V03AB32 Glutathion
V03AB33 Hydroxocobalamine
V03AB34 Fomépizole
V03AB35 Sugammadex
V03AB36 Phentolamine
V03AB37 Idarucizumab
V03AB38 Andexanet alfa
« QV03AB90 » Atipamézole
« QV03AB91 » Sarmazénil (en)
« QV03AB92 » Diprénorfine
« QV03AB93 » Yohimbine
« QV03AB94 » Tolazoline (en)

### V03AC Chélateurs du fer
V03AC01 Déféroxamine
V03AC02 Défériprone
V03AC03 Déférasirox

### V03AE Médicaments de l'hyperkaliémie et de l'hyperphosphatémie
V03AE01 Sulfonate de polystyrène
V03AE02 Sévélamer
V03AE03 Carbonate de lanthanum
V03AE04 Acétate de calcium et carbonate de magnésium (en)
V03AE05 Oxyde ferrique sucré (en)
V03AE06 Colestilan (en)
V03AE07 Acétate de calcium
V03AE08 Citrate ferrique
V03AE09 Patiromer de calcium
V03AE10 Cyclosilicate de zirconium sodique (ZS-9)

### V03AF Médicaments détoxifiants dans un traitement cytostatique
V03AF01 Mesna
V03AF02 Dexrazoxane
V03AF03 Folinate de calcium
V03AF04 Lévofolinate de calcium
V03AF05 Amifostine
V03AF06 Folinate de sodium
V03AF07 Rasburicase
V03AF08 Palifermine
V03AF09 Glucarpidase (en)
V03AF10 Lévofolinate de sodium

### V03AG Médicaments de l'hypercalcémie
V03AG01 Sodium cellulose phosphate (en)

### V03AH Médicaments de l'hypoglycémie
V03AH01 Diazoxide

### V03AK Sparadraps
Vide.

### V03AM Médicaments pour l'embolisation
Vide.

### V03AN Gaz médicaux
V03AN01 Oxygène
V03AN02 Dioxyde de carbone
V03AN03 Hélium
V03AN04 Diazote
V03AN05 Air médical

### V03AX Autres médicaments
V03AX02 Nalfurafine (en)
V03AX03 Cobicistat

### V03AZ Dépresseurs du système nerveux
V03AZ01 Éthanol